# Lessive
Lessive is een dorp in de Belgische provincie Namen en een deelgemeente van de stad Rochefort. Het dorp ligt aan de Lesse. Een kilometer ten oosten, aan de overkant van de rivier, ligt het dorp Éprave. In 1977 werd Lessive een deelgemeente van Rochefort.

## Geschiedenis
De gemeente werd in 1812 opgeheven en Lessive kwam bij Éprave. In 1819 werd de gemeente weer opgericht om tot 1 januari 1977 een zelfstandige gemeente te blijven.
In 1971 werd door de toenmalige RTT een grondstation voor telecommunicatieverbindingen via satellieten geplaatst. Het grondstation werd opgericht in de beboste vallei "La Héronnerie" ten zuiden van het dorp Lessive. In de jaren negentig van de 20e eeuw boette communicatie via satelliet aan belang in ten opzichte van onder meer communicatie via kabel en GSM. Het grondstation trok in haar topjaren 150.000 bezoekers per jaar. Dat aantal liep in de loop van de jaren sterk terug. Belgacom verkocht bij het begin van de 21e eeuw de satellietcommunicatie aan een Indisch bedrijf. De Indiërs kijken in de oude bioscoopzaal naar Bollywoodfilms waar aan bezoekers vroeger een RTT-promofilm over satellietcommunicatie werd getoond.

## Demografische ontwikkeling
- Bronnen:NIS, Opm:1831 tot en met 1970=volkstellingen, 1976= inwoners op 31 december

## Bezienswaardigheden
- de Église Sainte-Marguerite

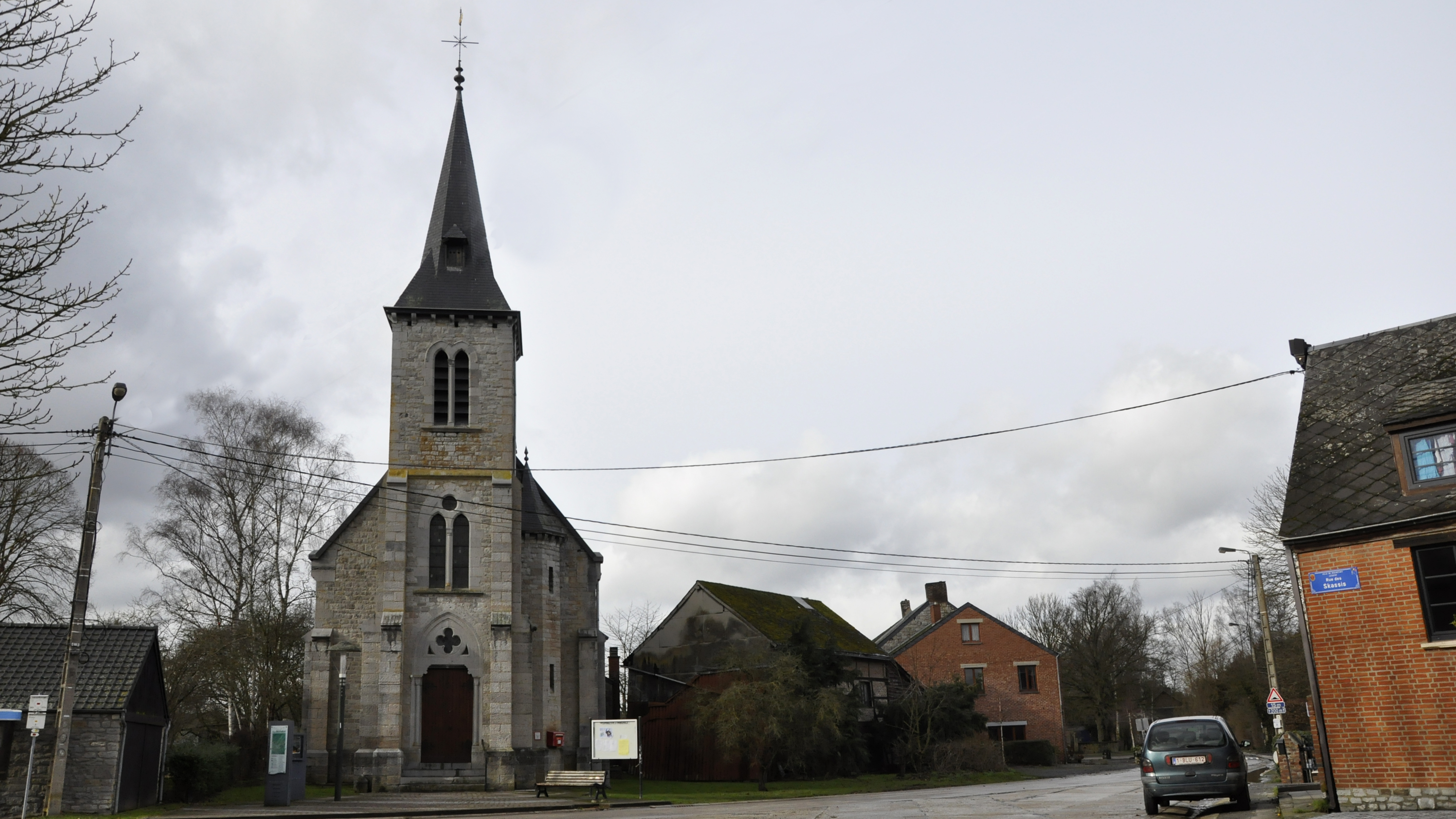
De kerk van Lessive
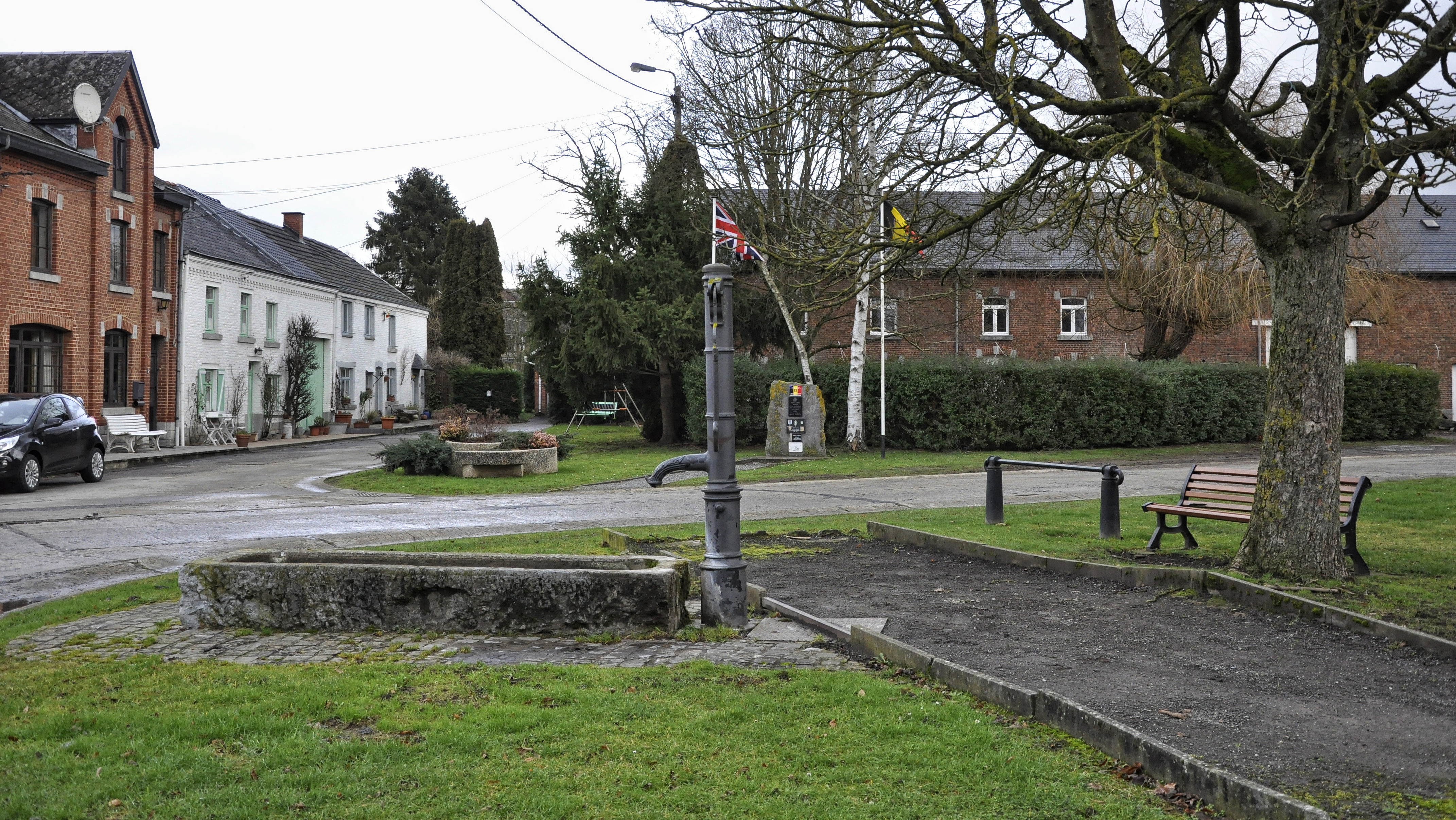
Het centrale dorpsplein
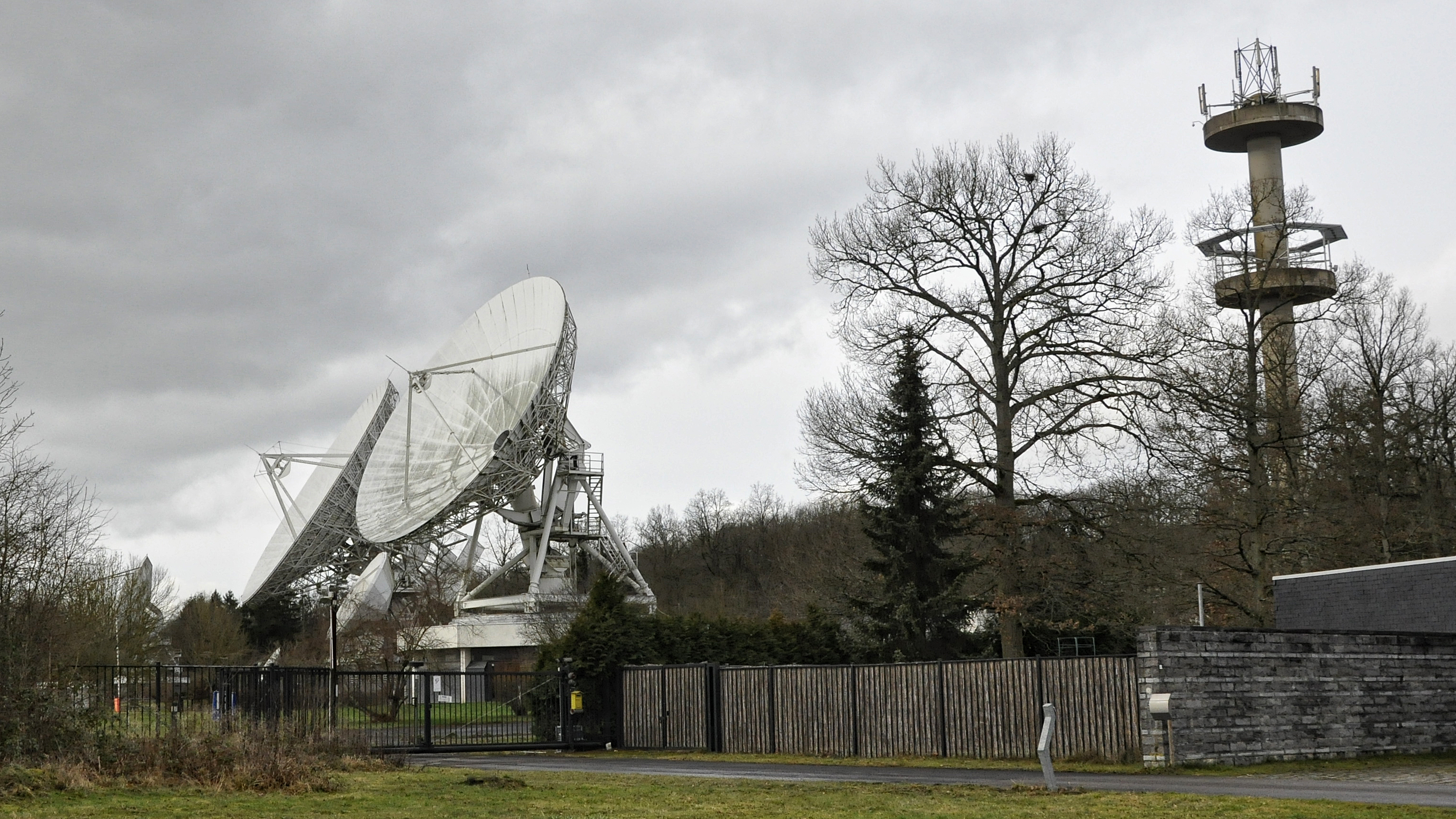
Het voormalig grondstation voor satellietcommunicatie van Belgacom te Lessive
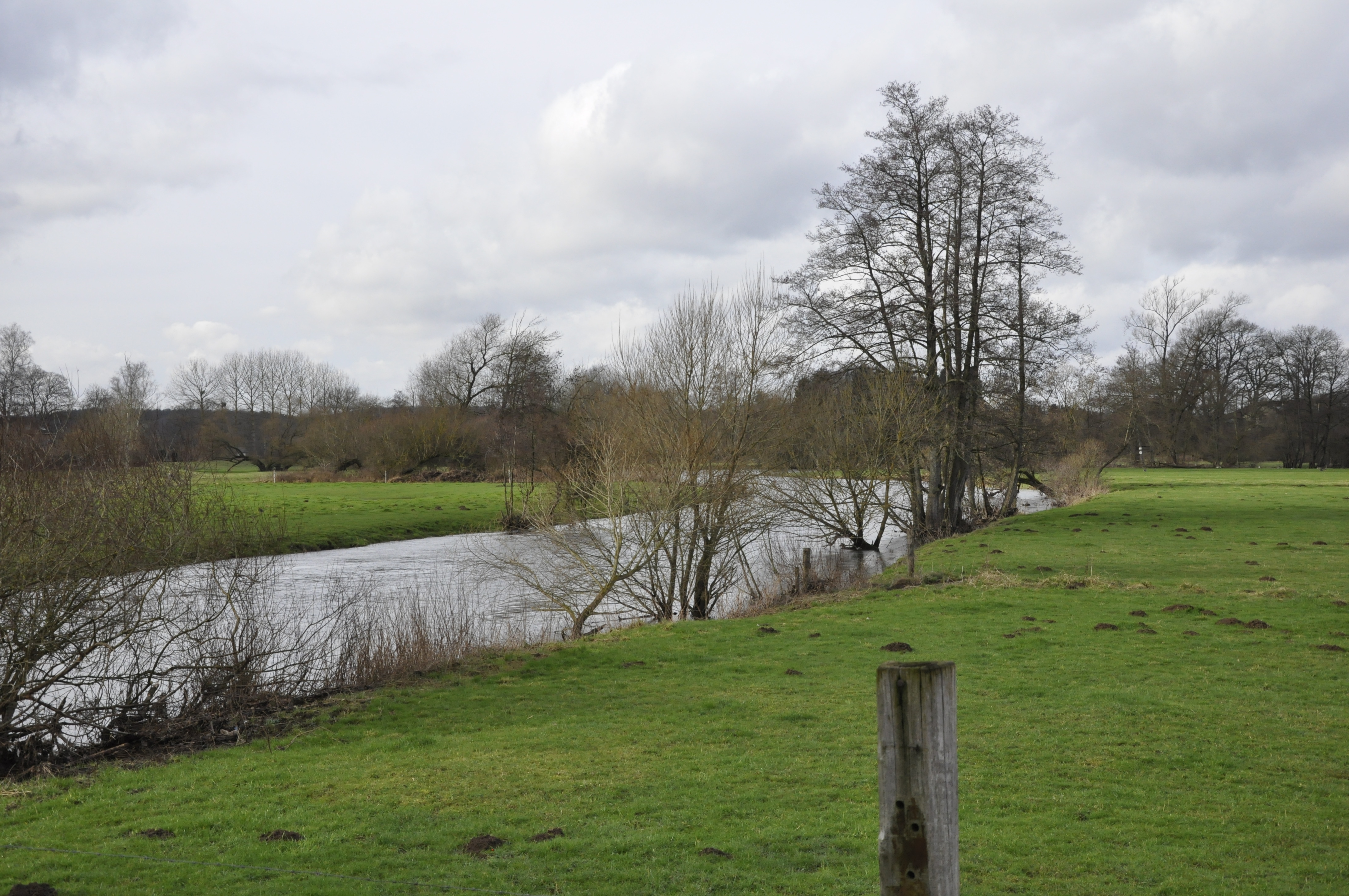
De Lesse te Lessive bij hoge waterstand

Deelgemeenten: Ave-et-Auffe · Buissonville · Éprave · Han-sur-Lesse · Jemelle · Lavaux-Sainte-Anne · Lessive · Mont-Gauthier · Rochefort · Villers-sur-Lesse · Wavreille

Overige dorpen en gehuchten: Auffe · Ave · Belvaux · Briquemont · Forzée · Frandeux · Génimont · Hamerenne · Havrenne · Jamblinne · Laloux · Navaugle · Vignée

Belgische gemeenten · arrondissement Dinant · provincie Namen · Wallonië